# Bogdănița
Bogdănița is een Roemeense gemeente in het district Vaslui.
Bogdănița telt 1561 inwoners.